# La ragazza sul ponte
La ragazza sul ponte (La fille sur le pont) è un film del 1998 diretto da Patrice Leconte.
Sedicesimo film di Leconte, scritto da Serge Frydman; il bianco e nero ininterrotto racchiude il film in un alone di mistero e dona raffinatezza all'opera; grande attenzione alla forma e allo stile.

## Trama
Adèle è un'inquieta ragazza; dopo aver tentato il suicidio gettandosi da un ponte della Senna ed essere stata salvata da Gabor, lanciatore di coltelli, non avendo nulla da perdere accetta di fargli da "bersaglio" nei suoi spettacoli. Tra i due si instaura subito un rapporto ambiguo, ma di estrema complicità.

## Riconoscimenti
- 2000 - Premio César
  - Miglior attore (Daniel Auteuil)